# Berikon
Berikon (toponimo tedesco) è un comune svizzero di 4 715 abitanti del Canton Argovia, nel distretto di Bremgarten.

## Monumenti e luoghi d'interesse

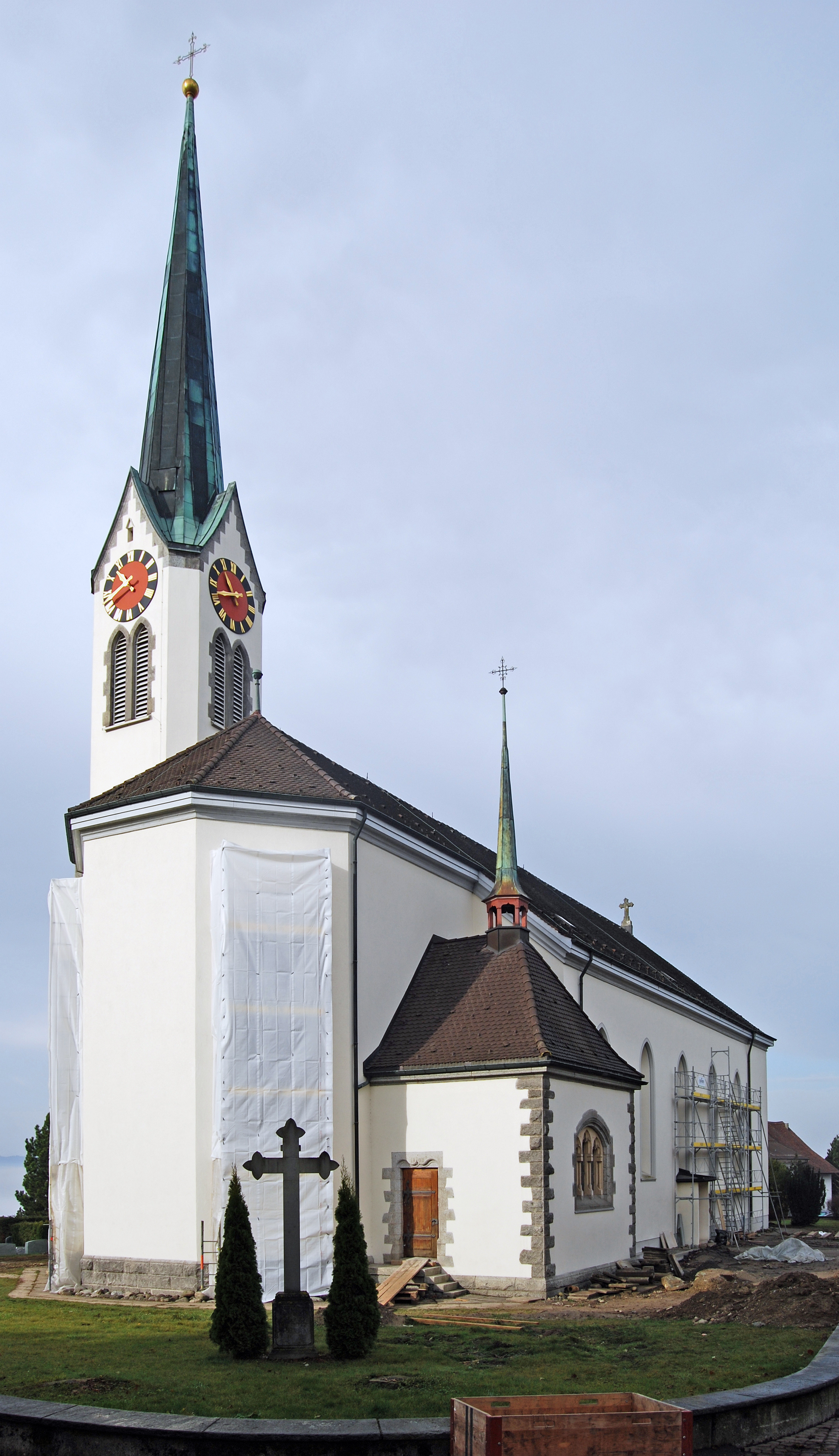
La chiesa cattolica di San Maurizio

- Chiesa cattolica di San Maurizio, attestata dal 1370 e ricostruita nel 1856[1].

## Società

### Evoluzione demografica
L'evoluzione demografica è riportata nella seguente tabella:
Abitanti censiti

## Amministrazione
Ogni famiglia originaria del luogo fa parte del cosiddetto comune patriziale e ha la responsabilità della manutenzione di ogni bene ricadente all'interno dei confini del comune; i comuni patriziali di Ober-Berikon e Unter-Berikon furono uniti nel 1908.